# Кубышкин, Василий Андреевич
Василий Андреевич Кубышкин (01.05.1915 — ?) — участник Великой Отечественной войны, Герой Социалистического Труда, слесарь-ремонтник управления механизации строительства № 104 Министерства обороны СССР в Ленинграде.

## Биография
В. А. Кубышкин родился 1 мая 1915 года в деревне Кривцово Мышкинского района Ярославской области в семье крестьянина. В 1923 году он переехал в Петроград.
После того, как Кубышкин окончил в 1930 году 7 классов школы, а в 1932 году — школу фабрично-заводского ученичества «Союзверфи» Наркомата тяжёлой промышленности СССР, он начал работать слесарем на Балтийском судостроительном заводе. В 1933 году Василий Андреевич уехал в Дальневосточный (ныне — Приморский) край и стал работать слесарем на Дальневосточном судостроительном заводе «Дальзавод» в городе Владивосток.
В 1935 году Кубышкин стал работать в гидрографической службе Тихоокеанского флота, ходил на судах «Приморье» и «Океан».
В 1937—1940 годах Василий Андреевич служил в Красной Армии курсантом, командиром отделения 707-го автотранспортного полка в Хабаровске. После увольнения он вернулся в Ленинград и трудился фрезеровщиком на Судостроительном заводе № 189 им. Серго Орджоникидзе.
В апреле 1942 года Кубышкин был призван в Красную армию и воевал на Ленинградском и 2-м Украинском фронтах в составе 21-го отдельного мотопонтонного батальона. Василий Андреевич был награждён орденом Красной Звезды. В декабря 1945 года он был демобилизован и возвратился в Ленинград.
С января 1945 года Кубышкин трудился в военно-строительных организациях Ленинградского военного округа. В 1946—1948 годах он был мастером-автослесарем и шофёром 31 ПОЦР ВМФ, а в 1948—1953 годах — токарем, машинистом экскаватора транспортной конторы ВМСУ ВМС.
С июня 1953 года он трудился машинистом экскаватора парка механизации № 104, позже ставшим Управлением механизации № 104. Василий Андреевич стал специалистом высокой квалификации. Свой опыт он передавал следующему поколению специалистов.
В сентябре 1965 года по состоянию здоровья его перевели на должность слесаря-ремонтника.
Указом Президиума Верховного Совета СССР от 29 июля 1966 года за заслуги в строительстве и монтаже специальных объектов Кубышкину было присвоено звание Героя Социалистического Труда, а также вручены орден Ленина и золотая медаль «Серп и Молот».
Он трудился на предприятии, позднее ставшем войсковой частью 73639, до выхода на пенсию.
Дата смерти Василия Андреевича Кубышкина неизвестна.

## Награды
- Орден Ленина (29.07.1966)
- Орден Красной Звезды (27.07.1944)
- Орден Отечественной войны I степени (01.09.1986)[3]